# Service local d'incendie et de secours
Un service local d’incendie et de secours (SLIS), est, en France, un corps communal ou intercommunal de sapeurs-pompiers qui relève d'une commune ou d'un établissement public de coopération intercommunale.
Le terme de SLIS a été introduit par la loi 2021-1520 du 25 novembre 2021 dite loi Matras et est repris par l'article L1424-1 du Code général des collectivités territoriales. Les SLIS ont été créés pour faire un pendant aux SDIS qui sont l'organisation classique des services d'incendie et de secours en France. Avant cette loi, les corps communaux et intercommunaux étaient appelés « Service d'incendie et de secours », sans plus de précision. Le terme de corps communal est encore très présent y compris dans la réglementation. Ils sont également connus encore à l'heure actuelle sous le nom de centre de première intervention non-intégré (CPINI) (sous-entendu, non-intégré au corps départemental), puisque les Slis ne comportent pas plus d'un centre de secours.
Un territoire départemental peut ne pas comporter de Slis, si tous les services d'incendie et de secours ont été départementalisés à la suite de la loi n° 96-369 du 3 mai 1996 relative aux services d'incendie et de secours, dite loi de départementalisation.
Les Slis restent encore aujourd'hui une minorité dans le paysage de la sécurité civile. Ils sont situés majoritairement dans le quart nord-est du pays.
La création d'un Slis par une commune ou un EPCI ne dispense pas la collectivité de participer au financement du Sdis. C'est donc une dépense supplémentaire pour la structure, mais la présence d'un centre de secours peut être pris en minoration dans le calcul.

## Missions, organisation, équipements

### Missions
Les missions dévolues aux Slis sont les mêmes que celles des Sdis concernant le risque courant, cependant les Slis n'interviennent en général que sur le territoire de sa commune ou de l'intercommunalité. Les modalités d'intervention opérationnelle des Slis sont déterminées par le règlement opérationnel: missions, modalités d'alerte, autonomie, etc. Ils peuvent être renforcés ou complétés par les moyens du Sdis selon la nature de l'intervention.
La réglementation impose que les Slis assurent au moins un départ en intervention mené par deux personnels. En cas d'intervention, le Slis est averti par le CTA.

### Organisation
À l'instar des Sdis, les Slis comportent un chef de corps et un ou des chefs de centres et des sapeurs-pompiers.
Les Slis comprennent uniquement des sapeurs-pompiers volontaires , qui peuvent être indemnisés ou non, où la tradition de bénévolat est encore importante. La réglementation ne permet pas l'embauche de pompiers professionnels. La grande majorité des corps communaux ou intercommunaux ne comportent que quelques dizaines de sapeurs-pompiers, généralement pas plus d'une vingtaine.
Les sapeurs-pompiers des Slis sont nommés dans leurs grades ou fonctions par le maire ou le président de l'EPCI.
Les sapeurs-pompiers volontaires des Slis sont astreints aux mêmes exigences en matière de formation que les pompiers des corps départementaux. Ainsi ils doivent être titulaires de la formation initiale de sapeur-pompier volontaire. Par ailleurs ils ont la possibilité de contracter un engagement de volontaire auprès du corps départemental appelé double-engagement.
En terme opérationnel, les missions doivent être exercées par des pompiers ayant eu la formation adéquate avec le grade et la fonction attenante.
Les chefs de corps, chefs de centre ou officiers sont nommés par arrêté conjoint du préfet et du maire ou du président de l'EPCI, après avis du DDSIS.
Au sein de chaque Slis, un règlement intérieur fixe les modalités de fonctionnement du corps, en conformité avec le règlement opérationnel du Sdis pour ce qui concerne le volet opérationnel. Le règlement intérieur est arrêté par l'autorité de gestion après avis du DDSIS et du comité consultatif du corps communal ou intercommunal.
Le Slis peut être dissout en cas de rattachement au Sdis ou en cas de négligences graves ou de difficultés de fonctionnement.

#### Relation avec le Sdis
En dehors des modalités d'intervention opérationnelle, les Slis peuvent passer des conventions avec les Sdis pour bénéficier de leur support en ce qui concerne la formation, mise à disposition de matériels, médecine d’aptitude, etc.
Le directeur départemental des services d'incendie et de secours (DDSIS) veille au bon fonctionnement, assure le contrôle et la coordination de l'ensemble des corps communaux et intercommunaux. Il dispose, en tant que de besoin, des moyens des centres d'incendie et de secours communaux et intercommunaux pour l'exercice des missions prévues par le code général des collectivités territoriales. Pour l'exercice de sa mission de direction opérationnelle, il a autorité sur l'ensemble des personnels des centres d'incendie et de secours communaux et intercommunaux et dispose des matériels affectés à ceux-ci.

### Équipements
Étant financés uniquement par la commune ou de l'EPCI, les moyens sont réduits.
Les centres de secours sont généralement équipés d'un ou deux véhicules d'occasion, de type Véhicule de première intervention (VPI) équipés de matériel de base (sac de prompt-secours, défibrillateur, matériel de balisage et d'opérations diverses, matériels incendie avec ou sans citerne, avec ou sans ARI, LSPCC, échelle). Les véhicules sont majoritairement des véhicules de moins de 3.5 tonnes pour permettre à tous les personnels de les conduire. Alors que 60 à 80% des interventions des pompiers en France concernent le secours à victime, la majorité des Slis ne possèdent pas de VSAV.

## Histoire post-départementalisation
La loi dite de départementalisation modifie profondément l’organisation car elle prévoit que dans un délai de 5 ans, l’ensemble des corps communaux et intercommunaux relevant de l’appellation « centre de secours » et « centre de secours principal » doivent être intégrés au service départemental d’incendie et de secours, formant ainsi un corps départemental. Les centres de première intervention doivent quant à eux opter soit pour l’intégration au Sdis, soit pour le maintien du statut communal antérieur. Les corps communaux ou intercommunaux existants pouvaient donc subsister. En revanche si une commune ou un EPCI demande la création d'un Slis, cette création est subordonnée à un arrêté préfectoral après avis conforme du Sdis et après que le schéma départemental d'analyse et de couverture des risques constate la nécessité de cette création.
Le nombre de CPINI et leurs effectifs sont en nette diminution depuis les années  2000. On trouve aujourd’hui des CPINI dans 17 départements (contre 46 en 2002) et l’effectif a diminué de 76 %, s’établissant autour de 9 000 sapeurs-pompiers. Cette évolution est le résultat d’une extinction naturelle des corps communaux et de quelques intégrations aux SDIS, postérieures à la départementalisation.
Sur les 17 départements ayant des CPINI, 11 seulement en comptent plus de 10 et 7 départements regroupent chacun plus de 50 CPINI et près de 90 % des effectifs de l’ensemble des corps communaux. Les CPINI apparaissent en voie de résorption à l’exception d’une petite dizaine de départements où ils peuvent encore constituer une part vivante des dispositifs de secours. Dans l’Aube et le Haut-Rhin, il y a un Slis dans une commune sur deux.
|                                  | 2002   | 2005   | 2008   | 2011   | 2014   | 2017   | 2021  | Évolution 2002-2021 |
| -------------------------------- | ------ | ------ | ------ | ------ | ------ | ------ | ----- | ------------------- |
| Nombre de CPI non intégrés       | 3 127  | 2 292  | 1 729  | 1 502  | 1 277  | 1 157  | 1 015 | 2 112 (-67 %)       |
| Nombre de départements concernés | 46     | 37     | 33     | 29     | 26     | 20     | 17    | -29 (-63 %)         |
| Effectifs des CPI non intégrés   | 38 310 | 30 456 | 20 690 | 16 880 | 13 585 | 12 156 | 9 227 | 29 083 (-76 %)      |

|                | Nombre de communes | Nombre de CIS du SDIS | Nombre de CPINI | Effectif des CPINI |
| -------------- | ------------------ | --------------------- | --------------- | ------------------ |
| Aube           | 431                | 32                    | 212             | 1503               |
| Haut-Rhin      | 366                | 40                    | 193             | 2930               |
| Ain            | 393                | 58                    | 163             | 1680               |
| Marne          | 613                | 49                    | 152             | 1086               |
| Yonne          | 423                | 36                    | 75              | 489                |
| Haute-Saône    | 539                | 27                    | 66              | 805                |
| Saône-et-Loire | 565                | 61                    | 56              | 665                |

## Territoires comportant des Slis
En 2021, 17 départements comportent des Slis .
Liste non exhaustive :
- Ain
- Aube
- Marne
- Haute-Marne
- Bas-Rhin
- Haut-Rhin
- Haute-Saône
- Saône-et-Loire
- Somme
- Yonne